# Benito Juárez (district)
Benito Juárez este una din cele delegaciones (diviziuni administrative) ale districtului federal al Mexicului.  Este, de fapt, o zonă rezidențială care se găsește în sudul downtown-ului orașului Mexico City, cu o populație de circa 359.334 locuitori (conform anului 2000) și cu o suprafață de 26.67 km². 
Numit după Benito Juárez, unul dintre cei mai venerați președinți ai Mexicului, ales de cinci ori în funcție în decusrsul secolului al 19-lea, delegacion Benito Juárez a fost, conform unui studiu din 2004, municipalitatea cu cel mai înalt Human Development Index din întreaga țară. 
În alegerile locale din iulie 2003, Benito Juárez a fost unul din cele doar două delegaciones care a ales un primar din partidul Partido Acción Nacional, Partidul Acțiunea Națională.